# Indiaas voetbalelftal (vrouwen)
Het Indiaas vrouwenvoetbalelftal is een voetbalteam dat India vertegenwoordigt in internationale wedstrijden, zoals het Aziatisch kampioenschap.
Het elftal van India speelde zijn eerste wedstrijd in 1979, toen het nog was onderverdeeld onder de elftallen India Novices en India Seniors. Deze wedstrijd vond plaats tijdens het Aziatisch kampioenschap, dat in eigen land werd gehouden. Tegen Hongkong eindigde deze voor de Seniors in een 2-0 winst. In 1981 werden de twee elftallen samengevoegd tot een nationaal team. In de eerste helft van de jaren '80 kende het team zijn beste periode, met twee tweede plaatsen en een derde plaats tijdens het Aziatisch kampioenschap voetbal. Hierna gingen de resultaten van het team langzaam achteruit. In 2022 organiseerde India zijn tweede Aziatische kampioenschap, maar het elftal kon geen wedstrijden spelen omdat het vanwege een COVID-19-uitbraak binnen het team niet voldoende speelsters had.

## Prestaties op eindronden

### Wereldkampioenschap
| Jaar   | Resultaat           | Wed                 | W                   | G                   | V                   | DV                  | DT                  |
| ------ | ------------------- | ------------------- | ------------------- | ------------------- | ------------------- | ------------------- | ------------------- |
| 1991   | Niet deelgenomen    | Niet deelgenomen    | Niet deelgenomen    | Niet deelgenomen    | Niet deelgenomen    | Niet deelgenomen    | Niet deelgenomen    |
| 1995   | Niet deelgenomen    | Niet deelgenomen    | Niet deelgenomen    | Niet deelgenomen    | Niet deelgenomen    | Niet deelgenomen    | Niet deelgenomen    |
| 1999   | Niet gekwalificeerd | Niet gekwalificeerd | Niet gekwalificeerd | Niet gekwalificeerd | Niet gekwalificeerd | Niet gekwalificeerd | Niet gekwalificeerd |
| 2003   | Niet gekwalificeerd | Niet gekwalificeerd | Niet gekwalificeerd | Niet gekwalificeerd | Niet gekwalificeerd | Niet gekwalificeerd | Niet gekwalificeerd |
| 2007   | Niet gekwalificeerd | Niet gekwalificeerd | Niet gekwalificeerd | Niet gekwalificeerd | Niet gekwalificeerd | Niet gekwalificeerd | Niet gekwalificeerd |
| 2011   | Niet deelgenomen    | Niet deelgenomen    | Niet deelgenomen    | Niet deelgenomen    | Niet deelgenomen    | Niet deelgenomen    | Niet deelgenomen    |
| 2015   | Niet gekwalificeerd | Niet gekwalificeerd | Niet gekwalificeerd | Niet gekwalificeerd | Niet gekwalificeerd | Niet gekwalificeerd | Niet gekwalificeerd |
| 2019   | Niet gekwalificeerd | Niet gekwalificeerd | Niet gekwalificeerd | Niet gekwalificeerd | Niet gekwalificeerd | Niet gekwalificeerd | Niet gekwalificeerd |
| 2023   | Teruggetrokken      | Teruggetrokken      | Teruggetrokken      | Teruggetrokken      | Teruggetrokken      | Teruggetrokken      | Teruggetrokken      |
| Totaal | 0/9                 | 0                   | 0                   | 0                   | 0                   | 0                   | 0                   |

### Olympische Spelen
| Jaar   | Resultaat           | Wed                 | W                   | G                   | V                   | DV                  | DT                  |
| ------ | ------------------- | ------------------- | ------------------- | ------------------- | ------------------- | ------------------- | ------------------- |
| 1996   | Niet gekwalificeerd | Niet gekwalificeerd | Niet gekwalificeerd | Niet gekwalificeerd | Niet gekwalificeerd | Niet gekwalificeerd | Niet gekwalificeerd |
| 2000   | Niet gekwalificeerd | Niet gekwalificeerd | Niet gekwalificeerd | Niet gekwalificeerd | Niet gekwalificeerd | Niet gekwalificeerd | Niet gekwalificeerd |
| 2004   | Niet gekwalificeerd | Niet gekwalificeerd | Niet gekwalificeerd | Niet gekwalificeerd | Niet gekwalificeerd | Niet gekwalificeerd | Niet gekwalificeerd |
| 2008   | Niet gekwalificeerd | Niet gekwalificeerd | Niet gekwalificeerd | Niet gekwalificeerd | Niet gekwalificeerd | Niet gekwalificeerd | Niet gekwalificeerd |
| 2012   | Niet gekwalificeerd | Niet gekwalificeerd | Niet gekwalificeerd | Niet gekwalificeerd | Niet gekwalificeerd | Niet gekwalificeerd | Niet gekwalificeerd |
| 2016   | Niet gekwalificeerd | Niet gekwalificeerd | Niet gekwalificeerd | Niet gekwalificeerd | Niet gekwalificeerd | Niet gekwalificeerd | Niet gekwalificeerd |
| 2020   | Niet gekwalificeerd | Niet gekwalificeerd | Niet gekwalificeerd | Niet gekwalificeerd | Niet gekwalificeerd | Niet gekwalificeerd | Niet gekwalificeerd |
| 2024   | Nog te bepalen      | Nog te bepalen      | Nog te bepalen      | Nog te bepalen      | Nog te bepalen      | Nog te bepalen      | Nog te bepalen      |
| Totaal | 0/8                 | 0                   | 0                   | 0                   | 0                   | 0                   | 0                   |

### Aziatisch kampioenschap
| Jaar   | Resultaat                           | Wed                                 | W                                   | G                                   | V                                   | DV                                  | DT                                  |
| ------ | ----------------------------------- | ----------------------------------- | ----------------------------------- | ----------------------------------- | ----------------------------------- | ----------------------------------- | ----------------------------------- |
| 1975   | Niet deelgenomen                    | Niet deelgenomen                    | Niet deelgenomen                    | Niet deelgenomen                    | Niet deelgenomen                    | Niet deelgenomen                    | Niet deelgenomen                    |
| 1977   | Niet deelgenomen                    | Niet deelgenomen                    | Niet deelgenomen                    | Niet deelgenomen                    | Niet deelgenomen                    | Niet deelgenomen                    | Niet deelgenomen                    |
| 1979   | Tweede plaats                       | 7                                   | 4                                   | 2                                   | 1                                   | 8                                   | 3                                   |
| 1981   | Derde plaats                        | 5                                   | 3                                   | 1                                   | 1                                   | 15                                  | 1                                   |
| 1983   | Tweede plaats                       | 6                                   | 4                                   | 0                                   | 2                                   | 11                                  | 5                                   |
| 1986   | Niet deelgenomen                    | Niet deelgenomen                    | Niet deelgenomen                    | Niet deelgenomen                    | Niet deelgenomen                    | Niet deelgenomen                    | Niet deelgenomen                    |
| 1989   | Niet deelgenomen                    | Niet deelgenomen                    | Niet deelgenomen                    | Niet deelgenomen                    | Niet deelgenomen                    | Niet deelgenomen                    | Niet deelgenomen                    |
| 1991   | Niet deelgenomen                    | Niet deelgenomen                    | Niet deelgenomen                    | Niet deelgenomen                    | Niet deelgenomen                    | Niet deelgenomen                    | Niet deelgenomen                    |
| 1993   | Niet deelgenomen                    | Niet deelgenomen                    | Niet deelgenomen                    | Niet deelgenomen                    | Niet deelgenomen                    | Niet deelgenomen                    | Niet deelgenomen                    |
| 1995   | Groepsfase                          | 3                                   | 0                                   | 0                                   | 3                                   | 3                                   | 12                                  |
| 1997   | Groepsfase                          | 3                                   | 2                                   | 0                                   | 1                                   | 13                                  | 1                                   |
| 1999   | Groepsfase                          | 4                                   | 1                                   | 0                                   | 3                                   | 3                                   | 12                                  |
| 2001   | Groepsfase                          | 4                                   | 1                                   | 0                                   | 3                                   | 3                                   | 13                                  |
| 2003   | Groepsfase                          | 3                                   | 1                                   | 0                                   | 2                                   | 7                                   | 14                                  |
| 2006   | Niet gekwalificeerd                 | Niet gekwalificeerd                 | Niet gekwalificeerd                 | Niet gekwalificeerd                 | Niet gekwalificeerd                 | Niet gekwalificeerd                 | Niet gekwalificeerd                 |
| 2008   | Niet gekwalificeerd                 | Niet gekwalificeerd                 | Niet gekwalificeerd                 | Niet gekwalificeerd                 | Niet gekwalificeerd                 | Niet gekwalificeerd                 | Niet gekwalificeerd                 |
| 2010   | Niet deelgenomen                    | Niet deelgenomen                    | Niet deelgenomen                    | Niet deelgenomen                    | Niet deelgenomen                    | Niet deelgenomen                    | Niet deelgenomen                    |
| 2014   | Niet gekwalificeerd                 | Niet gekwalificeerd                 | Niet gekwalificeerd                 | Niet gekwalificeerd                 | Niet gekwalificeerd                 | Niet gekwalificeerd                 | Niet gekwalificeerd                 |
| 2018   | Niet gekwalificeerd                 | Niet gekwalificeerd                 | Niet gekwalificeerd                 | Niet gekwalificeerd                 | Niet gekwalificeerd                 | Niet gekwalificeerd                 | Niet gekwalificeerd                 |
| 2022   | Gekwalificeerd, maar teruggetrokken | Gekwalificeerd, maar teruggetrokken | Gekwalificeerd, maar teruggetrokken | Gekwalificeerd, maar teruggetrokken | Gekwalificeerd, maar teruggetrokken | Gekwalificeerd, maar teruggetrokken | Gekwalificeerd, maar teruggetrokken |
| Totaal | 9/20                                | 35                                  | 16                                  | 3                                   | 16                                  | 63                                  | 61                                  |

### Aziatische Spelen
| Jaar   | Resultaat        | Wed              | W                | G                | V                | DV               | DT               |
| ------ | ---------------- | ---------------- | ---------------- | ---------------- | ---------------- | ---------------- | ---------------- |
| 1990   | Niet deelgenomen | Niet deelgenomen | Niet deelgenomen | Niet deelgenomen | Niet deelgenomen | Niet deelgenomen | Niet deelgenomen |
| 1994   | Niet deelgenomen | Niet deelgenomen | Niet deelgenomen | Niet deelgenomen | Niet deelgenomen | Niet deelgenomen | Niet deelgenomen |
| 1998   | Groepsfase       | 3                | 0                | 0                | 3                | 1                | 36               |
| 2002   | Niet deelgenomen | Niet deelgenomen | Niet deelgenomen | Niet deelgenomen | Niet deelgenomen | Niet deelgenomen | Niet deelgenomen |
| 2006   | Niet deelgenomen | Niet deelgenomen | Niet deelgenomen | Niet deelgenomen | Niet deelgenomen | Niet deelgenomen | Niet deelgenomen |
| 2010   | Niet deelgenomen | Niet deelgenomen | Niet deelgenomen | Niet deelgenomen | Niet deelgenomen | Niet deelgenomen | Niet deelgenomen |
| 2014   | Groepsfase       | 3                | 1                | 0                | 2                | 15               | 20               |
| 2018   | Niet deelgenomen | Niet deelgenomen | Niet deelgenomen | Niet deelgenomen | Niet deelgenomen | Niet deelgenomen | Niet deelgenomen |
| Totaal | 2/8              | 6                | 1                | 0                | 5                | 16               | 56               |

## FIFA-wereldranglijst
Betreft klassering aan het einde van het jaar
| 2003 | 2004 | 2005 | 2006 | 2007 | 2008 | 2009 | 2010 | 2011 | 2012 | 2013 | 2014 | 2015 | 2016 | 2017 | 2018 | 2019 | 2020 | 2021 | 2022 |
| ---- | ---- | ---- | ---- | ---- | ---- | ---- | ---- | ---- | ---- | ---- | ---- | ---- | ---- | ---- | ---- | ---- | ---- | ---- | ---- |
| 57   | 58   | 56   | 55   | 56   | 52   | 50   | 56   | 53   | 52   | 49   | 53   | 57   | 54   | 57   | 62   | 57   | 53   | 55   | 61   |

## Selecties

### Huidige selectie
Deze spelers werden geselecteerd voor het SAFF Women's Championship in september 2022.
| Doel                        |                            |                    |
| 1                           | Aditi Chauhan              | Lords FA           |
| 19                          | Maibam Linthoingambi Devi  | KRYPHSA FC         |
| 21                          | Sowmiya Narayansamy        | Gokulam Kerala FC  |
| Verdediging                 |                            |                    |
| 2                           | Nganbam Sweety Devi        | Odisha FC          |
| 3                           | Manisha Panna              | East Coast Railway |
| 4                           | Loitongbam Ashalata Devi   | Gokulam Kerala FC  |
| 14                          | Sorokhaibam Ranjana Chanu  | Gokulam Kerala FC  |
| 16                          | Juli Kishan                | Odisha FC          |
| 17                          | Kowsalya S.                | Lords FA           |
| 18                          | Michel Castanha            | Gokulam Kerala FC  |
| 22                          | Ritu Rani                  | Gokulam Kerala FC  |
| Middenveld                  |                            |                    |
| 6                           | Naorem Priyangka Devi      | Kerala Blasters FC |
| 7                           | Nongmaithem Ratanbala Devi | Gokulam Kerala FC  |
| 9                           | Anju Tamang                | Odisha FC          |
| 10                          | Sandhiya Ranganathan       | Gokulam Kerala FC  |
| 12                          | MK Kashmina                | Gokulam Kerala FC  |
| 13                          | Martina Thokchom           | Gokulam Kerala FC  |
| Aanval                      |                            |                    |
| 5                           | Kiran Pisda                | Kerala Blasters FC |
| 8                           | Apurna Narzary             | Kerala Blasters FC |
| 11                          | Grace Dangmei              | Sevinch Karshi     |
| 15                          | Renu Rani                  | HOPS FC            |
| 20                          | Dular Marandi              | SSB Women's        |
| 23                          | Soumya Guguloth            | GNK Dinamo Zagreb  |
| Bondscoach: Thomas Dennerby |                            |                    |